# Grazie a me
Grazie a me è un singolo del cantautore italiano Mr. Rain, pubblicato il 12 maggio 2015 come quarto estratto dal primo album in studio Memories.

## Video musicale
Il video musicale, diretto da BRAINOFF, è stato pubblicato in anteprima il 1º ottobre 2014 attraverso il canale YouTube del cantautore.

## Tracce
Testi e musiche di Mattia Balardi.
1. Grazie a me – 3:40